# Hyden, Western Australia
Hyden är en ort i Australien. Den ligger i kommunen Kondinin och delstaten Western Australia, omkring 290 kilometer öster om delstatshuvudstaden Perth. Antalet invånare var 377 vid folkräkningen 2016.
Hyden ligger på en stor glest trädbevuxen slätt med eukalyptusträd som karaktärsväxter, cirka 35 landsvägsmil öster om Perth i sydöstra delen Västaustraliens vetebälte. I området bor cirka 500 personer varav cirka 200 i själva byn, fördelat på drygt 60% män och knappt 40% kvinnor. De är verksamma inom framför allt turism, jordbruk, får- och boskapsskötsel samt gruvindustri. Det finns bra vägförbindelser till Hyden och ett mindre flygfält samt järnväg. I anknytning till järnvägen ligger ett av regionens mellanlager för säd, framför allt vete ("grain receival site").

## Turism
Någon kilometer från byn börjar Hyden Rocks som i detta område består av relativt porös grovkornig granit, vilken fläckvis är ganska lättvittrad. Detta har givit upphov till formationerna Wave Rock, Hippo´s Yawn och 1,5 mil bort The Humps, den senare med lösa, stora oregelbundet vittrade stenblock ovanpå. Stora delar av graniten är randig beroende på lavar och cyanobakterier som växer utefter sidorna i våttidens rännilar och gör klipporna halkiga vid regn och fukt.
Området är bland Västaustraliens populäraste turistmål med angivet 100.000 besökare årligen och övernattningsmöjligheterna kan vara begränsade under turistsäsongen.
I området finns grottor med aboriginkonst.

### Wave Rock
Wave Rock är en rundad granitklippa 4 km öster om Hyden, som vittrats under 500 miljoner år från dess bildning för uppskattningsvis 2,5 miljarder år sedan så att ett parti har formen av en våg, hög som ett femvåningshus - 15 m, som stelnat i en position som just är på väg att brytas. Formationen är 110 m lång och utgör egentligen en sida av klippan.

### Hippo´s Yawn
Hippo´s yawns tillkomst är liknande den för Wave Rock en kilometer bort, men i detta fall är det en grotta som bildats, vilken kan liknas vid ett stort öppet flodhästgap.
Det finns en markerad stig mellan Wave Rock och Hippo´s Yawn och likaså finns stig upp över själva klippan vid Wave Rock.